# Dissanthelium giganteum
Dissanthelium giganteum är en gräsart som beskrevs av Oscar Tovar. Dissanthelium giganteum ingår i släktet Dissanthelium och familjen gräs.
Artens utbredningsområde är Peru. Inga underarter finns listade i Catalogue of Life.